# 農会
農会（のうかい）とは、
1. 1899年（明治32年）の農会法によって公認された農業団体。町村・郡・府県と系統的に設けられたことから、系統農会とも称される。本項で詳述する。
2. 台湾の農業団体。日本の農業協同組合（農協）に相当。

## 発生
1883年（明治16年）の農学校通則の布達もあり、この頃には新潟、石川、岐阜、広島、福島、福岡、鳥取、山梨に農業学校が設立された。しかし、農学校の卒業生達には農学校で学ぶ欧米農法と現実の農業改良の遊離が明らかになり、「老農」と呼ばれる在村の農業指導者の人々が評価された。このような背景から明治10年頃から明治23年頃にかけて老農による農業改良が進められ、農談会や農事会と呼ばれる講習会や研修会の組織が各地に結成された。

## 組織化
1891年（明治24年）、農会法案は郡村の農会を組織化するため、政府案として農事三法案の一つ（農事試験所法案及び信用組合法案と農会法案）として帝国議会に提出されたが衆議院が解散され成立しなかった。
1894年（明治27年）12月に大日本農会主催で第1回全国農事大会が開催されたが、指導方針をめぐり、全国農事会系と農業教育機関系とに分裂していった。
その後は政府案として提案されることはなく、農会法制定運動が起き、1899年（明治32年）1月に全国農事会系の議員立法として議会に提出された。法案は農会の強制加入と会費の強制徴収を定めていたが、団体的自立性が強く政府は難色を示した。全国農事会系の議員と政府の交渉で、組織立法を勅令に委ね、補助金の農会への交付に関する規定を設けることで議会を通過した。同年6月9日、農会法が公布、1900年4月1日、施行された。
1900年（明治33年）2月12日、農会令が公布され、4月1日施行された（勅令）。農会令では農会法にもとづき、農会の区域・組織・権限を規定し、農商務省や地方長官に農会に対する検査、命令、処分の権限が規定された。
1902年（明治35年）12月27日、農商務省は、農会は毎年農事統計にかんする報告書を地方長官に提出すべき旨公布した（省令）、1903年1月1日施行。
1910年（明治43年）、系統農会の中央機関として帝国農会が法制化された。そして帝国農会の結成により全国農事会は解散した。
1922年（大正11年）4月12日、新農会法の公布、1923年1月1日の施行によって、会費の強制徴収が可能となる。また補助金が増加し、小作調停仲裁事業が公認された。
1943年（昭和18年）3月11日、農業団体法が公布され、産業組合などの農事諸団体とともに農業会に統合された。9月11日一部施行、9月27日中央農業会、9月30日全国農業経済会が設立された。